# Ангел Солаков
Ангел Иванов Солаков е български политик от Комунистическата партия (БКП) и офицер (генерал-полковник) от Държавна сигурност.
Роден през 1922 година в София, той се включва отрано в незаконната дейност на БКП, за което лежи в затвора. След Деветосептемврийския преврат от 1944 година и установяването на тоталитарния комунистически режим работи в апарата на Комсомола. Издига се бързо след утвърждаването на властта на диктатора Тодор Живков през 1962 година, като оглавява съществувалия за кратко през 1965 – 1968 година Комитет за държавна сигурност, а след това и Министерството на вътрешните работи (МВР) от 1968 до 1971 година. След това е внезапно отстранен от властта след непремерени изказвания, предизвикали недоволството на Съветския съюз. През следващите години заема висши длъжности в управлението на спорта. Умира през 1998 година в София.

## Биография
Ангел Солаков е роден на 20 юли 1922 година в София в семейството на тютюнев работник, който след това става собственик на книжарница. Завършва Трета софийска мъжка гимназия, където през 1938 година става член на комунистическия Работнически младежки съюз (РМС). През 1941 година става член и на БКП. Малко след като завършва училище през 1942 година е арестуван и осъден на 15 години затвор за участие в организирането на терористични групи. Последователно лежи в Софийския (септември-декември 1942), Скопския (декември 1942 – юни 1943), Хасковския (юни-октомври 1943) и Варненския затвор. Там е освободен на 8 септември 1944 година, когато в навечерието на Деветосептемврийския преврат комунистически демонстранти нападат затвора.
Между септември и декември 1944 година е военен кореспондент на фронта, след което се връща в София и започва работа в апарата на РМС. Първоначално е секретар на II районен комитет, от април 1945 година – завеждащ отдел в Областния комитет, от септември 1945 година – организационен секретар на Градския комитет. Между февруари и декември 1947 година е организационен секретар на Централното ръководство на Общия работнически професионален съюз, а след това е върнат в комсомола, вече преименуван на Съюз на народната младеж. Там е секретар на VIII районен комитет в София, от септември 1948 година е секретар на Областния и Градския комитет, а от май 1950 година е завеждащ пропагандния отдел в Централния комитет. През септември 1951 година става секретар на Централния комитет на Димитровския съюз на народната младеж.
Макар никога да не е служил в армията, докато работи в комсомола Солаков получава военното звание подполковник, а през 1956 година преминава двумесечен курс във Военната академия „Георги Раковски“, след който е повишен в полковник. През 1958 година е прехвърлен от комсомола в Градския комитет на БКП в София.
В началото на 1960-те години, когато Тодор Живков окончателно утвърждава своето лидерство в партията и държавата, Солаков е сред новите кадри, които бързо се издигат в централното ръководство на БКП. През 1962 година става член на Централния комитет на БКП, а на 26 март е назначен и за първи заместник-министър на вътрешните работи на мястото на Апостол Колчев и получава званието генерал-майор.
През 1965 година Солаков участва активно в ликвидирането на Заговора на Горуня, след което диктаторът Живков го прави председател на отделения от вътрешното министерство Комитет за държавна сигурност, като от следващата година получава ранг на министър. През 1969 година КДС и МВР са обединени в Министерство на вътрешните работи и държавната сигурност, което е оглавено от Ангел Солаков.
През 1971 година Солаков е заподозрян в опити да концентрира в ръцете си твърде голяма власт и е обвинен в „антипартийно поведение“. На заседание на Политбюро Тодор Живков го обвинява в поредица от провинения:
- По време на посещение в Съветския съюз влиза в спор със съветски офицери, твърдейки, че руската армия не е освободила Русе през 1877 година, както и че съветската армия не е освободила България през 1944 година, а това е станало благодарение на самостоятелните усилия на българския народ.
- Провежда кампания сред партийните организации с цел да бъде избран за секретар на ЦК на БКП.
- Отказва да организира следствие срещу Георги Найденов, полковник от Държавна сигурност, във връзка с дейността на предприятието „Тексим“.
- Публичните му пристрастия към футболния клуб Левски-Спартак довеждат до освиркването му по време на мачове.
- Организирано масовото погребение на футболистите Георги Аспарухов и Никола Котков, в което участват над 150 хиляди души – то е прието за антисъветска политическа провокация, тъй като е проведено едновременно с погребението на съветските космонавти, загинали при полета на „Союз 11“.

Обвиненията на Живков са подкрепени от заместниците на Солаков във вътрешното министерство Мирчо Спасов и Григор Шопов, както и от Пенчо Кубадински, Иван Пръмов, Костадин Гяуров. Самият Солаков си прави самокритика, подчертава личната си лоялност към Живков и приема да бъде отстранен от правителството. Тодор Живков приема извиненията и случаят е приключен с отстраняването на Ангел Солаков от министерството и от ЦК на БКП.
Ангел Солаков е председател на Българската федерация по гребане от 1963 г. От 1971 до 1990 година е заместник-председател на Българския олимпийски комитет.

## Военни звания
- подполковник (1951)
- полковник (1957)
- генерал-майор (26 март 1962)[9]
- генерал-лейтенант (7 септември 1965)[10]
- генерал-полковник (29 август 1969)[11]

## Образование
- Трета софийска мъжка гимназия
- Военна академия „Г.С.Раковски“, курс за преподготовка (2 април – 31 май 1956)